# أوغليثورب
أوغليثورب (بالإنجليزية: Oglethorpe, Georgia) هي مدينة تقع في مقاطعة ماكون، جورجيا بولاية جورجيا في الولايات المتحدة. تبلغ مساحة هذه المدينة 5.3 (كم²)، وترتفع عن سطح البحر 104 م، بلغ عدد سكانها 1200 نسمة في عام 2010 حسب إحصاء مكتب تعداد الولايات المتحدة.

## وصلات خارجية
- Cities & Counties - Georgia.gov